# Rijstwijn
Rijstwijn is vaak alcoholische drank met als voornaamste basis ingrediënt rijst.
In veel landen met een rijstcultuur zoals China (huang jiu), Japan (sake) en Korea (cheongju ) wordt rijstwijn gemaakt.
De bekendste buitenlandse aanduiding van rijstwijn is wellicht sake (een Japanse rijstwijn), de naam die algemeen als vertaling van rijstwijn of rijstewijn wordt gezien. Omdat sake in het Nederlands als soortaanduiding wordt gebruikt, kan het soms ook om wijn gaan welke niet is gemaakt van rijst. Ook hoeft sake niet per definitie uit Japan te komen.
Een onderverdeling van rijstwijn of rijstewijn uit Japan:
- Amazake, zoete sake zonder alcohol doordat alleen de zetmeel omgezet is in glucose, maar er geen vergisting heeft plaatsgevonden. Deze groep valt officieel niet onder sake maar wordt er wel toe gerekend. Een aparte groep amazake bevat een klein promillage alcohol wanneer deze gemaakt is van restproducten van het sake brouwen.
- Jizake, Japanse sake die plaatselijk gebrouwen is van lokale rijst.
- Mirin, een zoete Japanse rijstwijn met een laag alcohol percentage die veel gebruikt wordt in de Japanse keuken.
- Nihonshu, een term die door het National Research Institute of Brewing sinds 1973 gebruikt wordt om onderscheid te maken tussen sake uit Japan en andere landen. Nihonshu betekent overigens letterlijk "Japanse alcohol".
- Sake, geschreven met het Chinese Jiu karakter, dat het beste weergeeft wat sake werkelijk is, een drank met alcohol. Enorm divers van lage soorten tot Grand Crus.
- Seishu, de Japanse wettelijke benaming voor sake gemaakt van rijst in Japan.

De Chinese benaming van rijstwijn is huang jiu (letterlijk "gele wijn") en er bestaan vele soorten, onder andere van kleefrijst, gierst en gewone rijst. De kleur kan variëren van goud- tot donkerbruin en het alcoholpercentage van 14 tot 16%;
- Mijiu, rijstwijn uit China vergelijkbaar met Japanse sake, maar minder verfijnd en vaak gemaakt van bruine rijst.

Ook in andere landen wordt een soort wijn van rijst gemaakt;
- Brem, naam voor rijstwijn uit Indonesië, Maleisië en Bali.
- Cheongju, rijstwijn uit Korea
- Lao-Lao, rijstwijn uit Laos
- Sonti, rijstwijn uit India waarbij er geen gebruik gemaakt wordt voor de omzetting van zetmeel naar glucose door Koji-kin maar door Rhizopus Sonti

Verder bestaat er een aantal alcoholische dranken die geen rijstwijn zijn maar hier wel gerelateerd aan zijn zoals;
- Soju, vaak gedestilleerde rijstwijn uit Korea, die meer vergeleken kan worden met wodka of jenever.
- Shochu, uit voornamelijk Kagoshima, niet alleen gemaakt van rijst maar ook van graan en suikerriet. Ook Shochu kan worden vergeleken met wodka en jenever. Het alcoholgehalte is echter meestal lager en het is puurder van smaak.